# Oberpframmern
Oberpframmern – miejscowość i gmina w Niemczech, w kraju związkowym Bawaria, w rejencji Górna Bawaria, w regionie Monachium, w powiecie Ebersberg, wchodzi w skład wspólnoty administracyjnej Glonn. Leży około 12 km na południowy zachód od Ebersberga.

## Demografia
| Rok  | Liczba mieszk. |
| ---- | -------------- |
| 1970 | 1 179          |
| 1987 | 1 522          |
| 2000 | 2 011          |
| 2007 | 2 193          |

Dane o ludności z 31 grudnia 2008:
| Opis                                | Ogółem | Ogółem | Kobiety | Kobiety | Mężczyźni | Mężczyźni |
| ----------------------------------- | ------ | ------ | ------- | ------- | --------- | --------- |
| Jednostka                           | osób   | %      | osób    | %       | osób      | %         |
| Populacja                           | 2183   | 100    | 1045    | 47,87   | 1138      | 52,13     |
| Wiek przedprodukcyjny (0–17 lat)    | 464    | 21,26  | 179     | 8,2     | 285       | 13,06     |
| Wiek produkcyjny (18–65 lat)        | 1382   | 63,31  | 684     | 31,33   | 698       | 31,97     |
| Wiek poprodukcyjny (powyżej 65 lat) | 337    | 15,44  | 182     | 8,34    | 155       | 7,1       |

## Polityka
Wójtem gminy jest Theo Rottmayer, rada gminy składa się z 14 osób.
|      | CSU/JU/Bürgerliche | SPD | EuFWG | Razem |
| 2008 | 8                  | 1   | 5     | 14    |
| 2002 | 7                  | 2   | 5     | 14    |

## Oświata
W gminie znajduje się przedszkole (100 miejsc) oraz szkoła podstawowa (9 nauczycieli, 200 uczniów).